# Pisaura orientalis
Pisaura orientalis is een spinnensoort in de taxonomische indeling van de kraamwebspinnen (Pisauridae).
Het dier behoort tot het geslacht Pisaura. De wetenschappelijke naam van de soort werd voor het eerst geldig gepubliceerd in 1913 door Wladislaus Kulczynski.